# Música tradicional persa

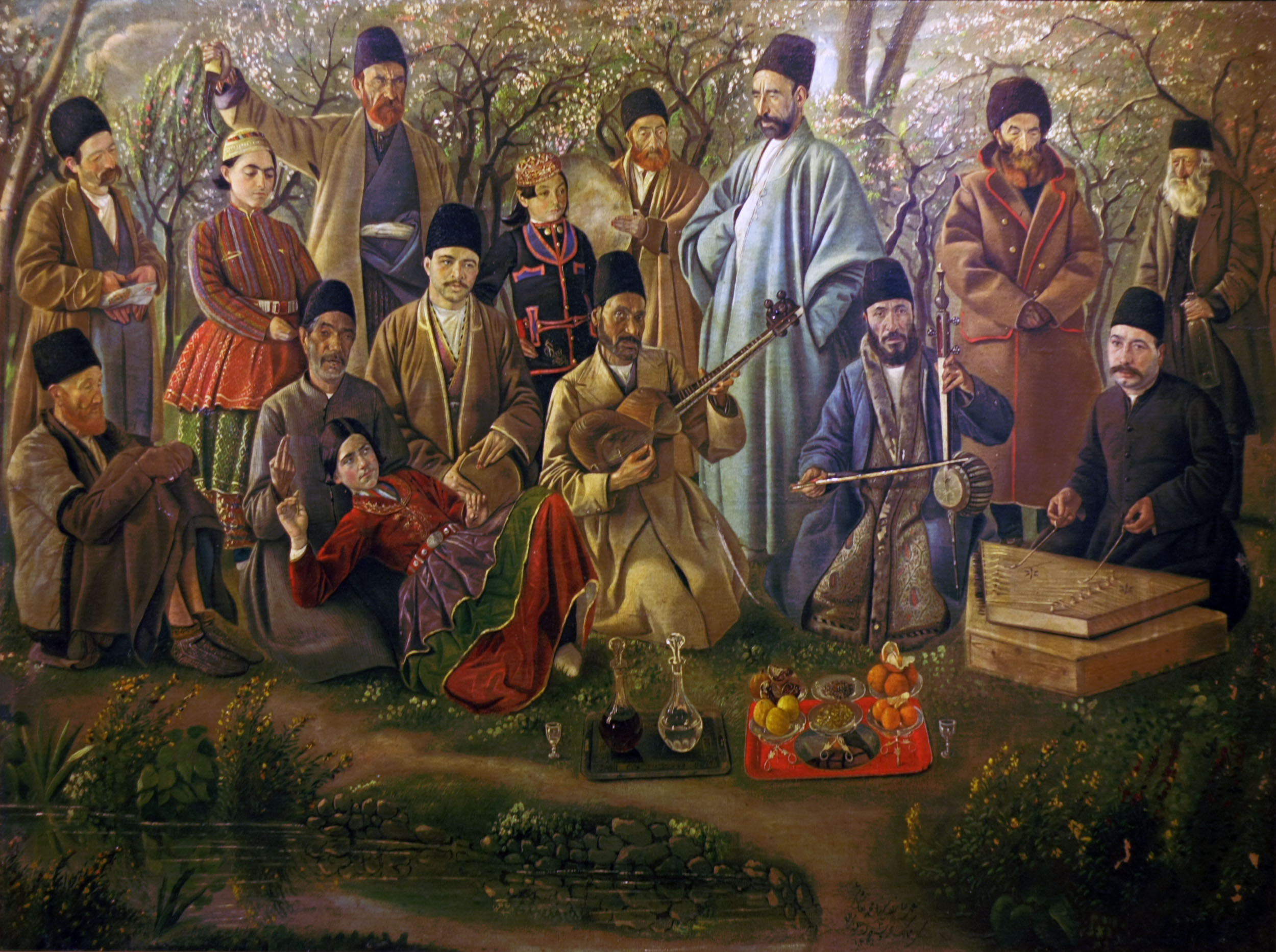
Grupo de música en la era Naser al-din shah.

La música tradicional persa (también conocida como música tradicional iraní, Musiqi-e Sonnati-e Irani, o música clásica persa-iraní, Musiqi-e Assil-e Irani) es la música tradicional autóctona de Irán y países de habla persa: musiqi, la ciencia y el arte de la música y moosiqi, el sonido y la interpretación de la música (Sakata 1983).